# Художественный музей Пэрриша
Художественный музей Пэрриша (англ. Parrish Art Museum) — художественный музей в США, расположенный в городке Уотер Милл, округ Саффолк, штат Нью-Йорк. В музее широко представлены работы художников арт-колоний South Shore и North Shore, расположенных на Лонг-Айленде. C 2008 года главой музея является Terrie Sultan, сменившая на этом посту Trudy Kramer, проработавшего директором 26 лет.

## История

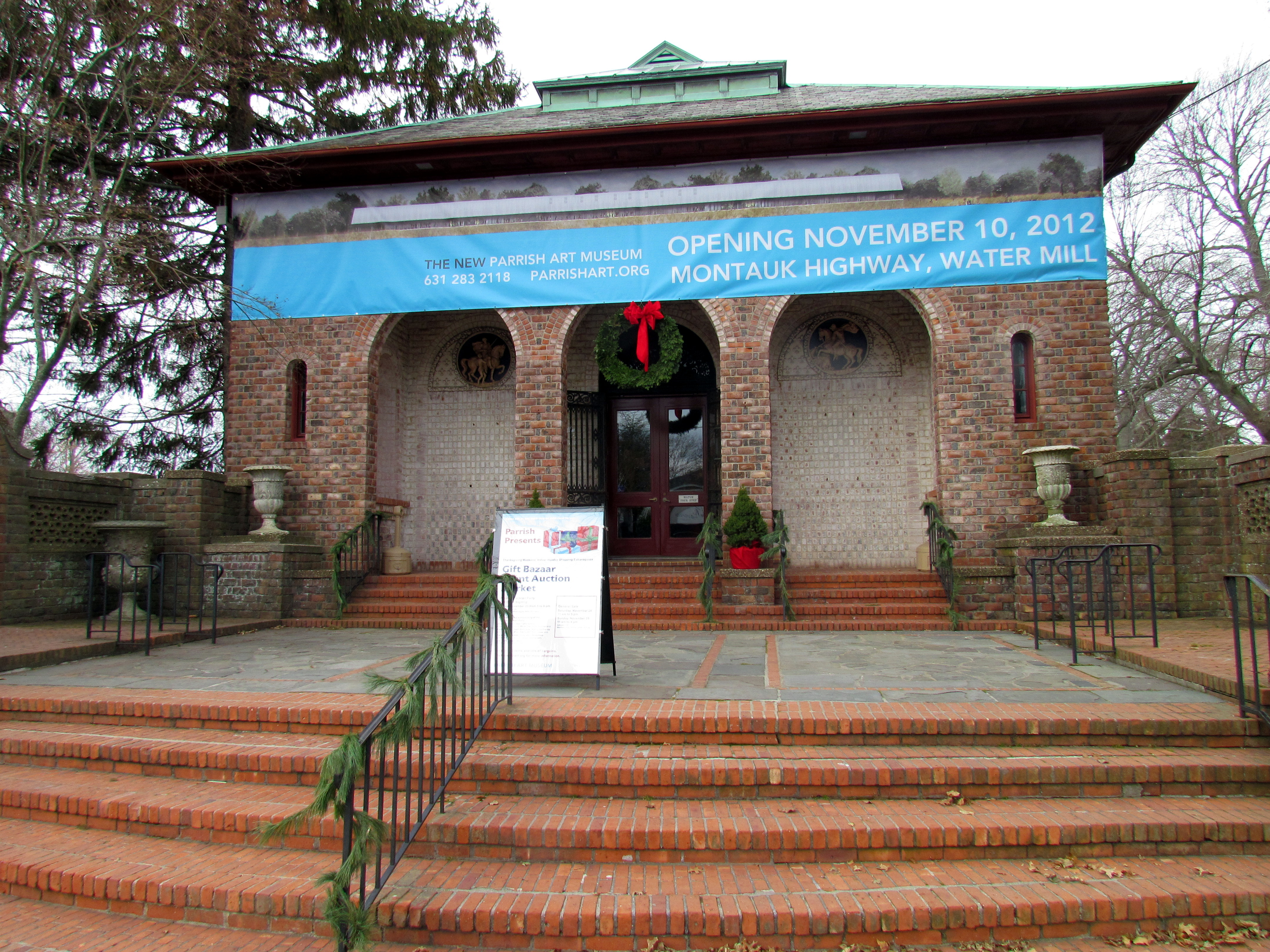
Прежнее здание музея в Саутгемтоне

Музей был основан в 1897 году Самуилом Пэрришем (англ. Samuel Longstreth Parrish), успешным адвокатом и квакером, который начал коллекционировать произведения искусства в начале 1880-х годов, основавший в собственном. Здание музея было спроектировано архитектором Grosvenor Atterbury и построено в 1897 году в местечке Саутгемптон в округе Саффолк, штат Нью-Йорк. Одной из причин для создания музея стало открытие художником Уильямом Чейзом рядом расположенной летней школы в Шиннекок Хиллс.
Здание музея расширялось дважды — в 1902 и 1913 годах. После смерти Пэрриша в 1932 году, здание и коллекция были завещаны Саутгемптону, но без трудов хозяина музей перестал процветать. Так было до 1950-х годов, когда был создан Совет попечителей, во главе которого стала Rebecca Bolling Littlejohn. Признавая важность этого культурного заведения, она начала кампанию по укреплению фондов музея, который стал возрождаться. После её смерти музей насчитывал более 300 художественных работ. В 1981 году в него были добавлены почти 200 произведений искусства местного художника Fairfield Porter (1907—1975), подаренные его женой Анной в память о муже. Долгое время многие работы музея находились в хранилище, так как не хватало выставочных площадей. В 2000 году музей приобрел здание библиотеки  Rogers Memorial Library, которая переехала в другое место. На новое здание было потрачено  $1,1 млн долларов из более чем $3 миллионов, пожертвованных Carroll Petrie.
Однако эти здания всё равно были малы для музейной коллекции. В 2012 году экспонаты музей были перенесены из Саутгемптона в местечко Уотер Милл этого же округа в новое оригинальное здание, спроектированное  швейцарским архитектурным бюро Херцог и де Мёрон. Выставочная площадь музея — более 1000 м², при общей площади постройки более 3000 м².
В настоящее время коллекция музея включает более чем 3000 произведений искусства от XIX века до современности — американских художников и скульпторов.